# Ulpian z Tyru
Ulpian z Tyru, Wulpian (ur. ?, zm. w 304 lub 306 w Tyrze) – święty katolicki i prawosławny, męczennik.
W czasie prześladowań chrześcijan w Fenicji, za czasów Dioklecjana (zm. 305) lub Maksymina, został utopiony w morzu w skórzanym worku z psem i żmiją.
Jego wspomnienie liturgiczne obchodzone jest 3 kwietnia.